# Montserrat Úbeda i Pla
Montserrat Úbeda i Pla   (9 d'octubre de 1964 - Barcelona, 26 d'abril de 2025) va ser una llibretera i activista cultural catalana, estretament lligada a la Llibreria Ona al llarg de la seva trajectòria professional. Era filla de Jordi Úbeda, un dels fundadors de la llibreria original.
Va començar treballant de jove a la Llibreria Ona de la Gran Via, que va estar en funcionament entre 1962 i 2010, i la va dirigir durant els darrers deu anys de vida de l'establiment. Així mateix, el 2013 va reprendre el projecte amb un nou local al barri de Gràcia. També va destacar en l'activisme independentista, ja que va organitzar tallers d'escriptura de cartes als presos polítics catalans pel Procés.
El 2019, va ser guardonada amb el Premi Creu de Sant Jordi en reconeixement de "la seva feina de difusió cultural a través del llibre i la lectura i per la seva aposta decidida per preservar i difondre els valors de la literatura i de la llengua catalanes", així com "per la seva incansable tasca com a prescriptora cultural, duta a terme des d'Ona Llibres, llibreria especialitzada en llibres en català".
El 2025, després d'unes quantes setmanes d'inactivitat de la llibreria, es va anunciar que havia mort per problemes de salut. Figures del món polític català com Quim Torra i Josep Rius van adreçar a la família les seves condolences.